# Cheile Runcului
Cheile Runcului alcătuiesc o arie protejată de interes național ce corespunde categoriei a IV-a IUCN (rezervație naturală de tip mixt), situată în extremitatea de nord a județului Alba, la granița către județul Cluj, pe teritoriul comunei Ocoliș între satele Lunca Largă în nord și Runc în sud.

## Localizare
Se află în partea de est a masivului Muntele Mare, pe cursul pârâului Ocolișului, afluent de stânga al Arieșului. Altitudinea maximă este de 982 m, în vârful care domină dinspre vest Cheile Runcului. Altitudinea minimă: 595 m (la intrarea pârâului Ocolișului în chei) și 500 m (la ieșirea pârâului din chei). 

## Descriere
Rezervația naturală a fost declarată arie protejată prin Legea Nr.5 din 6 martie 2000, publicată în Monitorul Oficial al României, Nr.152 din 12 aprilie 2000, privind aprobarea Planului de amenajare a teritoriului național - Secțiunea a III-a - zone protejate și are o suprafață de 20 ha.
Este o rezervație complexă, constituită dintr-un relief deosebit de pitoresc, un ansamblu de abrupturi, creste, țancuri și turnuri. 
Aria protejată Cheile Runcului este inclusă în situl de importanță comunitară - Trascău și reprezintă cea mai spectaculoasă străpungere mofologică a crestei calcaroase Vulturese, nu atât prin lungimea lor, care nu depășește cu mult 1 km, cât prin amploarea dezvoltării pe verticală, energia de relief in perimetrul cheilor depășind uneori 450 m.
Cheile sunt în cea mai mare parte proprietate de stat, aflate în administrația Ocolului Sivic “Romsilva”, respectiv Grupului de Acțiune Locală din Munții Metaliferi, Trascăului și Muntele Mare - GAL MMTMM (ca teren forestier, dar și neproductiv), dar și domeniu particular, utilizate agricol (pajiști, pășuni, fânețe și, în mică măsură, teren cultivat).
La cca 2 km nord-est de Cheile Runcului se află Cheile Ocolișelului, traversate de Valea Ocolișelului.

## Căi de acces
Căi de acces: pe DN 75 Turda-Câmpeni, până la confluența Pârâului Ocolișului cu Arieșul, apoi pe drumul comunal spre nord, pe Valea Ocolișului, aproximativ 5 km până la intrarea în chei.

## Imagini

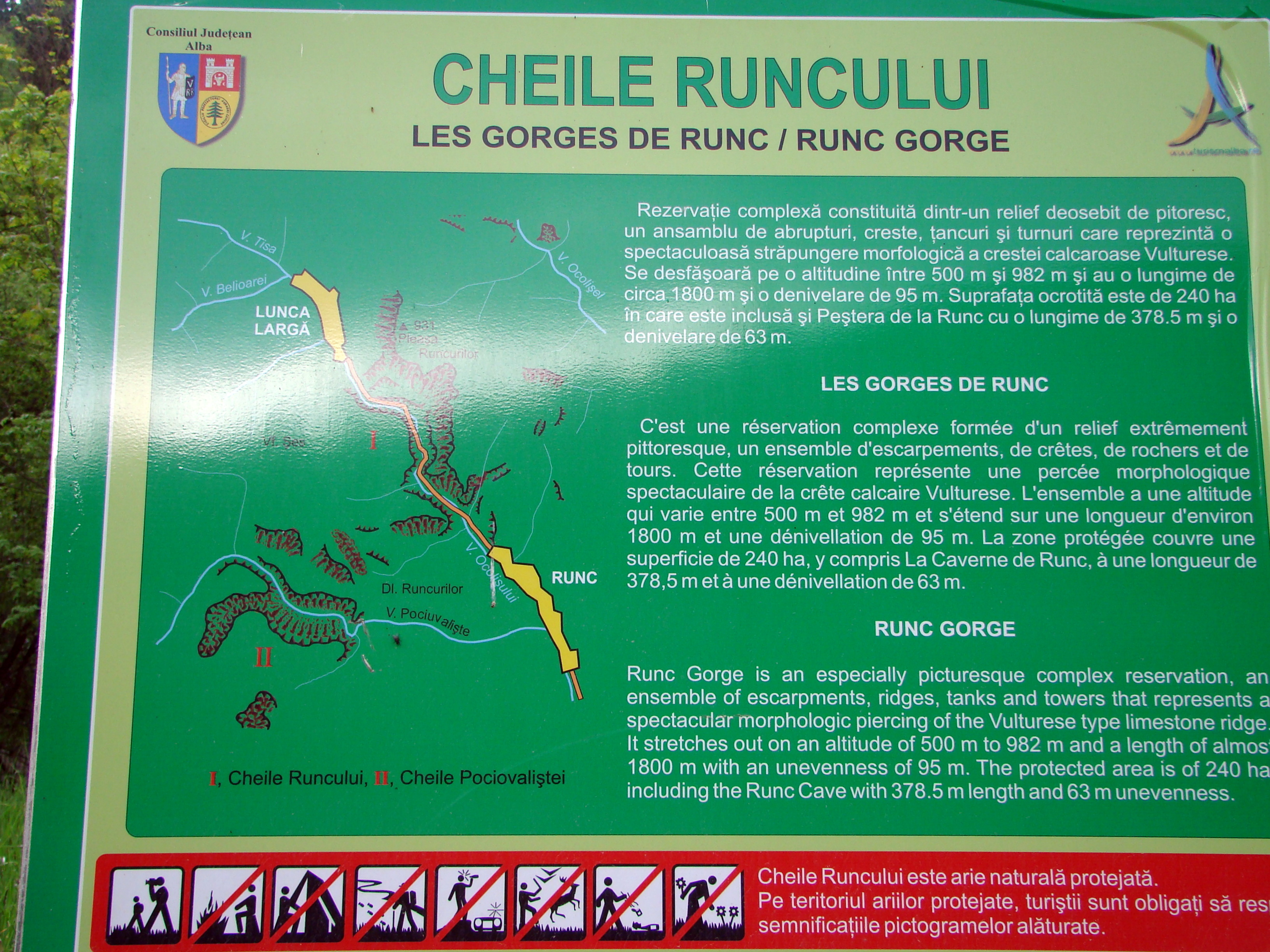
Cheile Runcului (panou informativ)
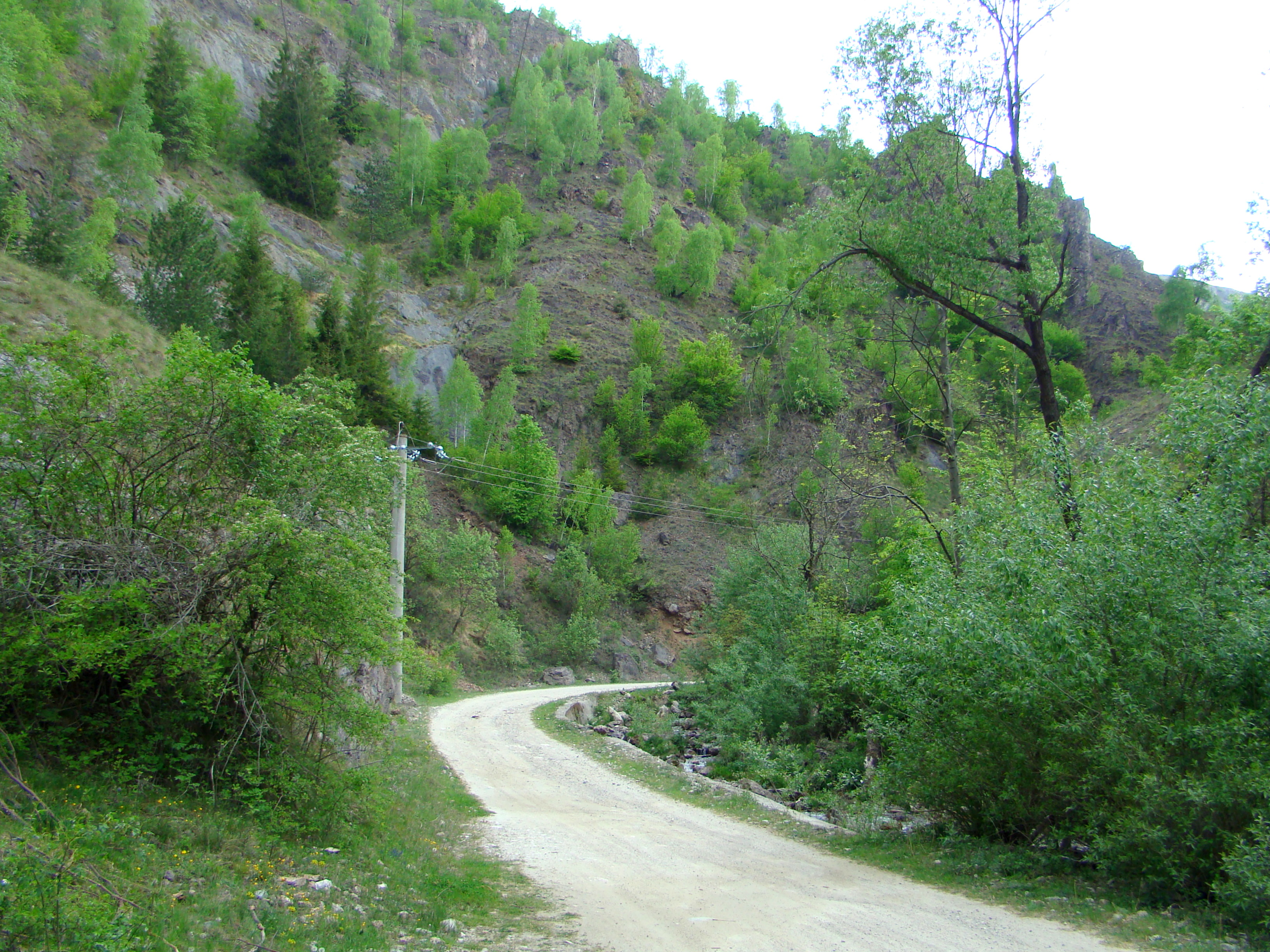
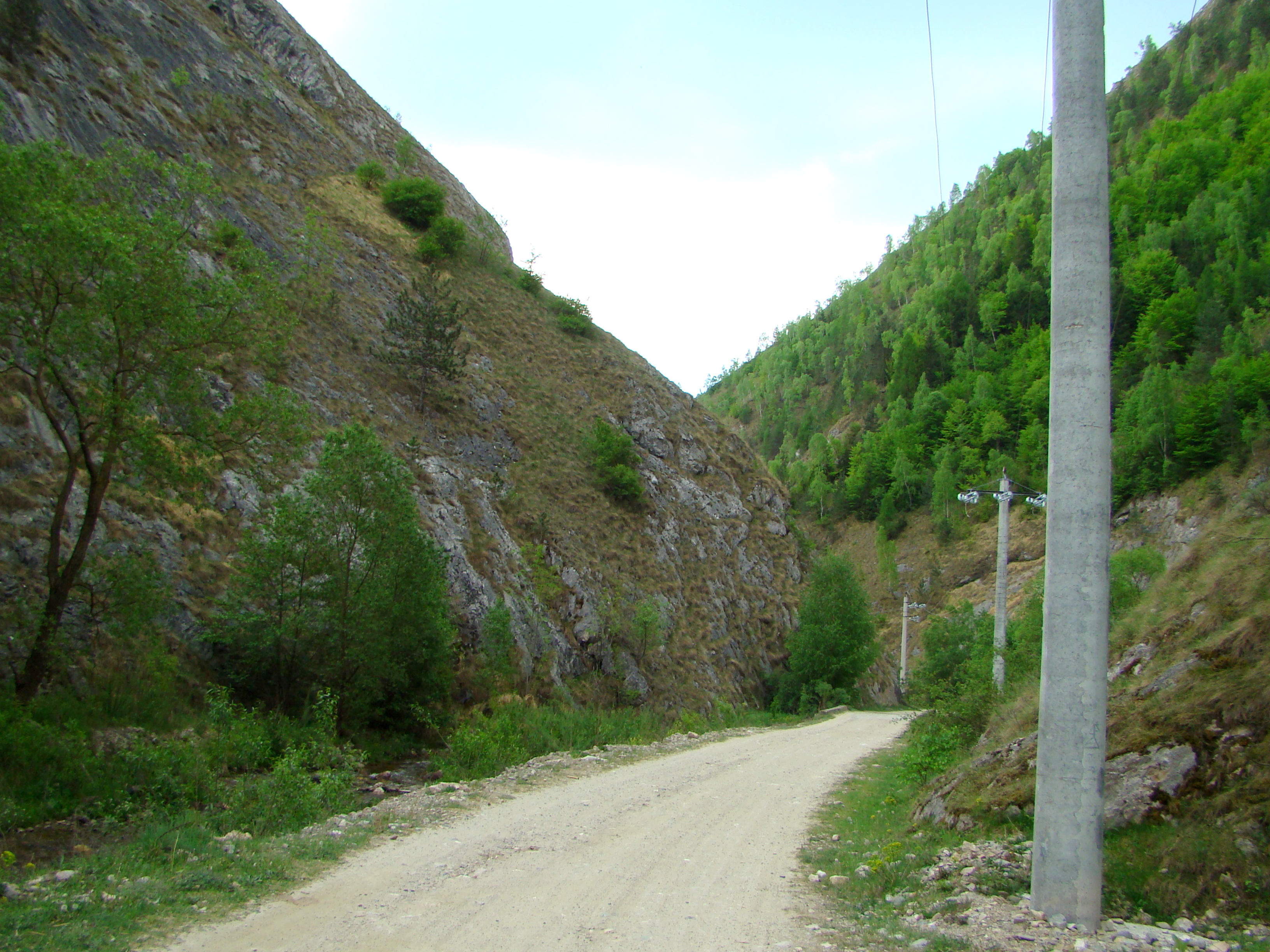
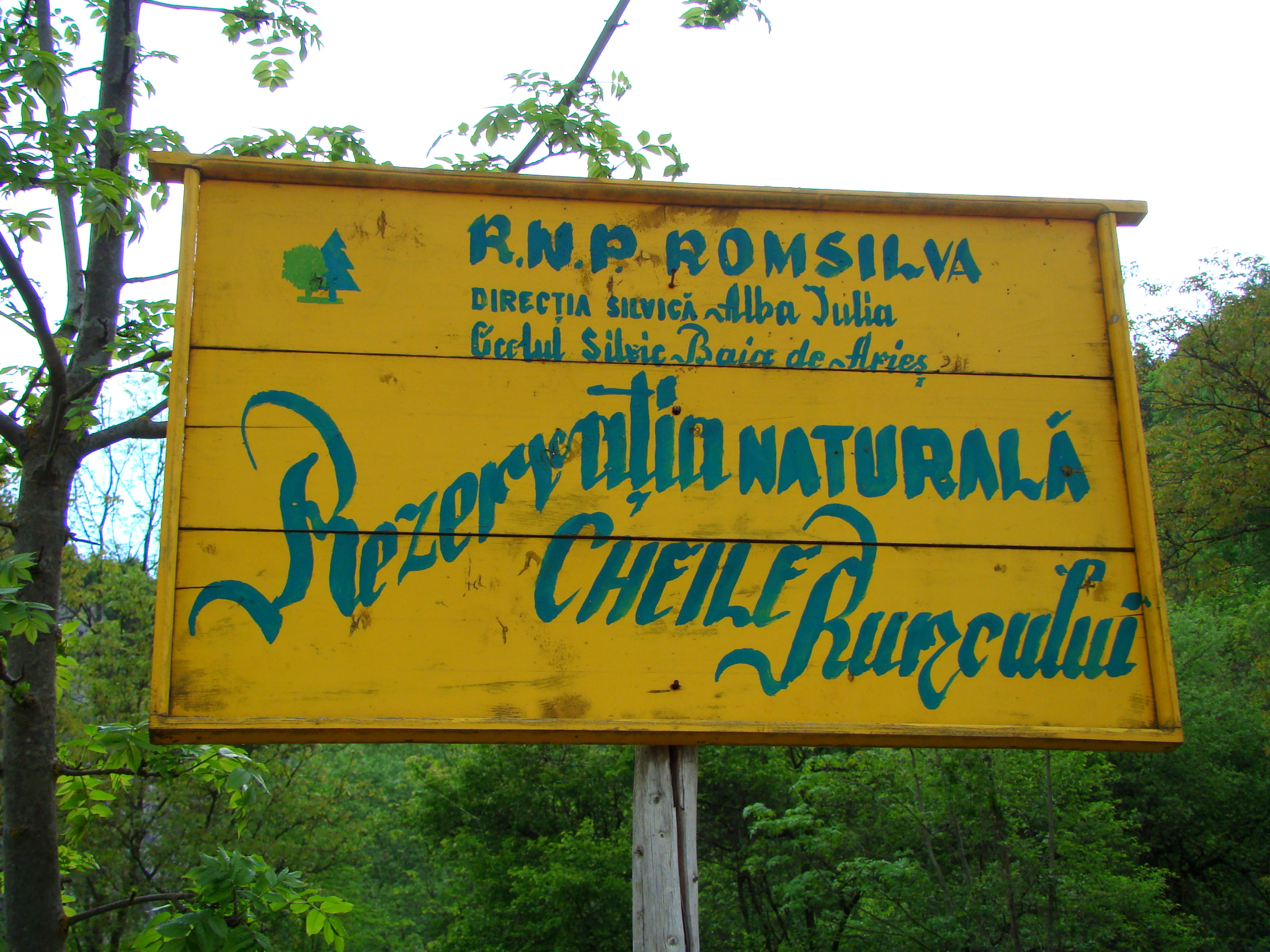
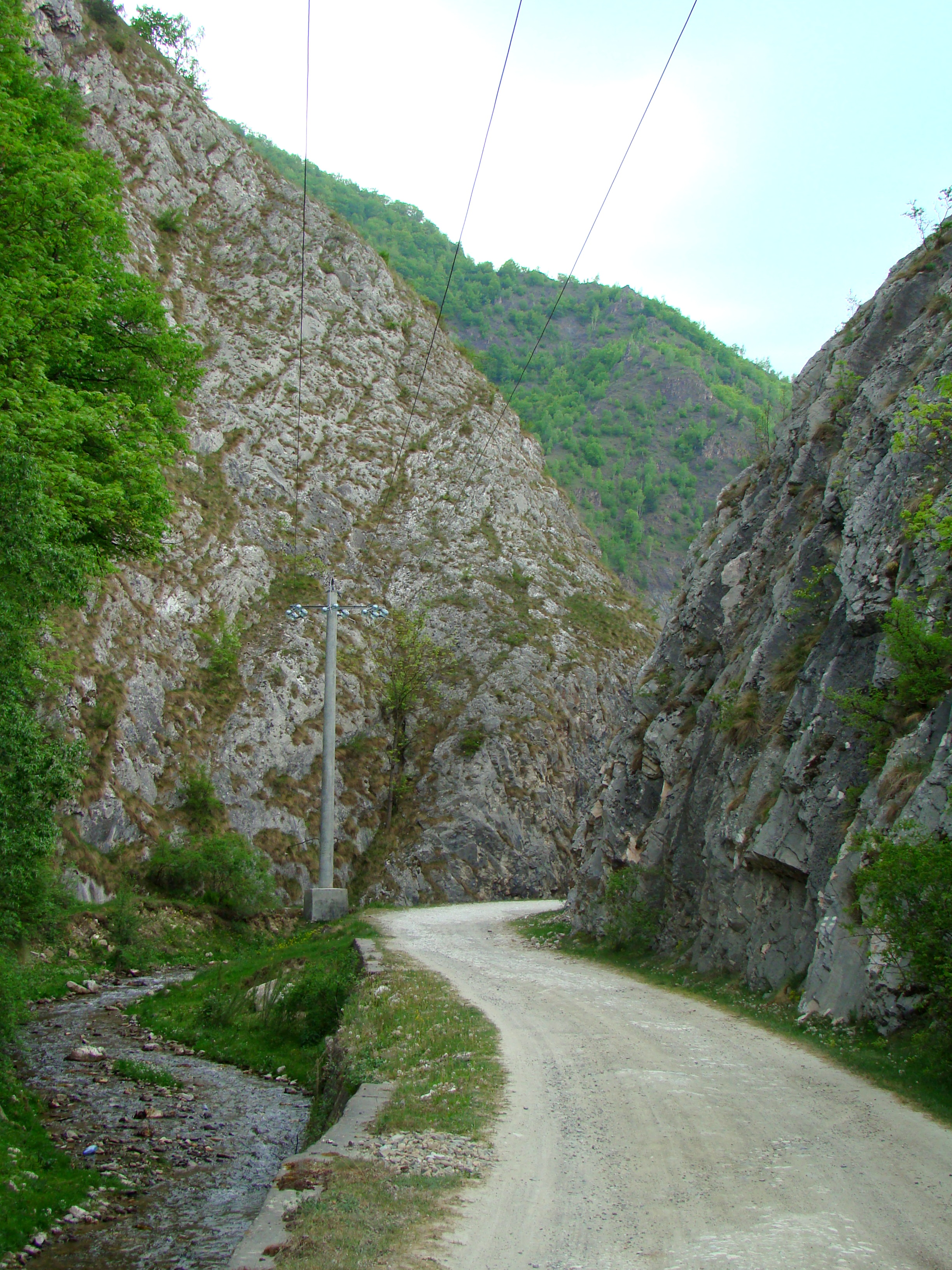
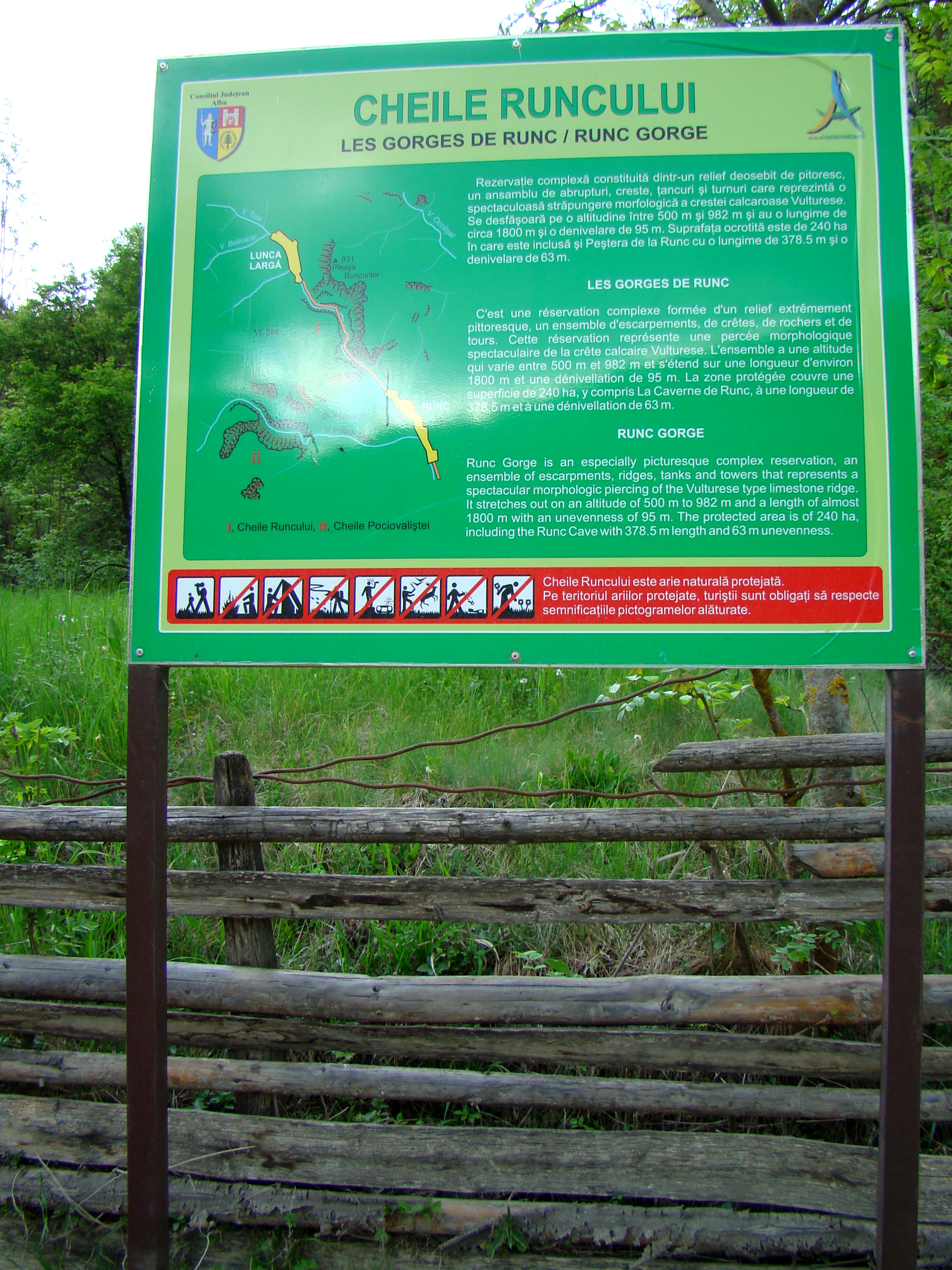
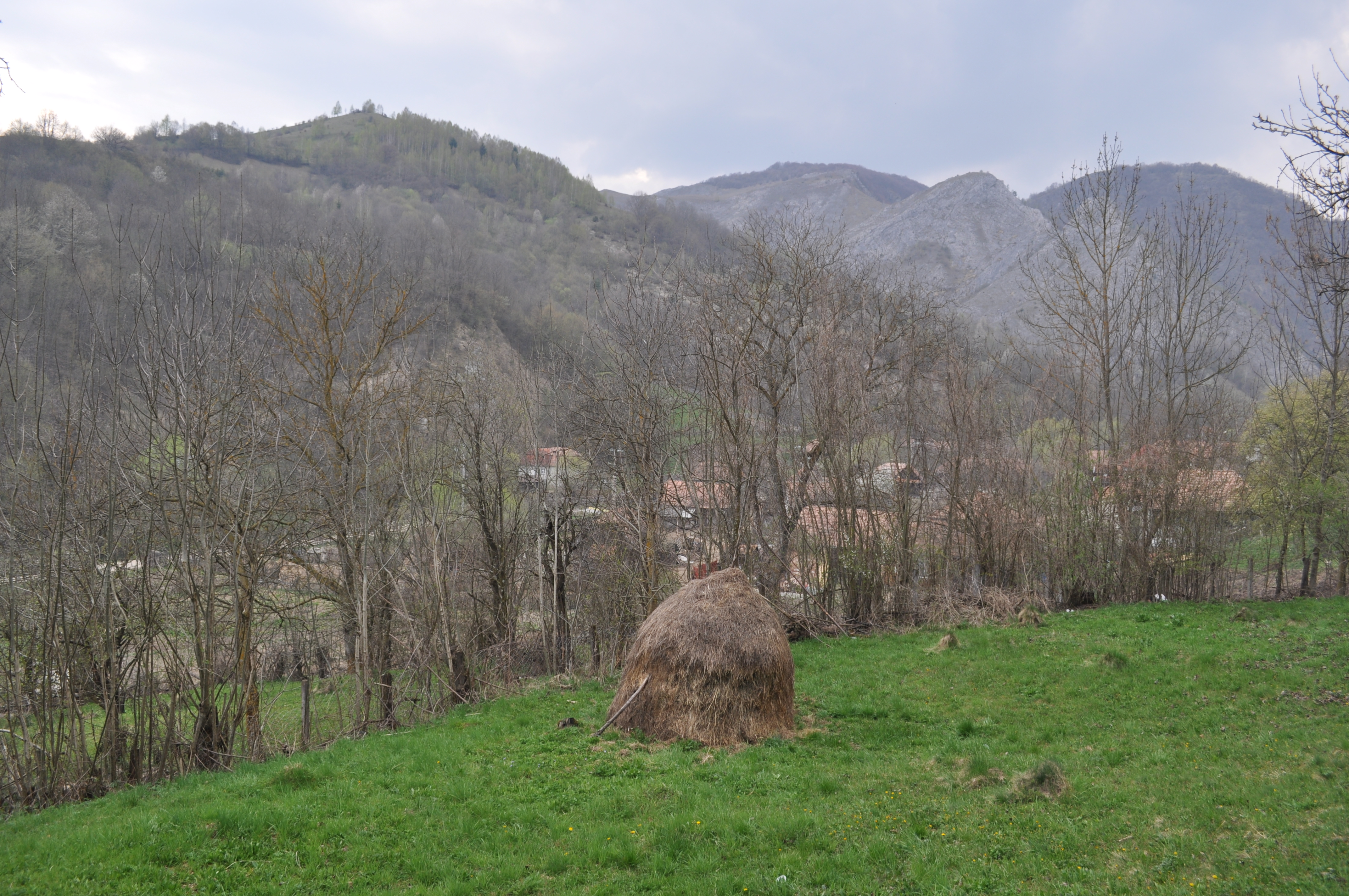
Satul Runc
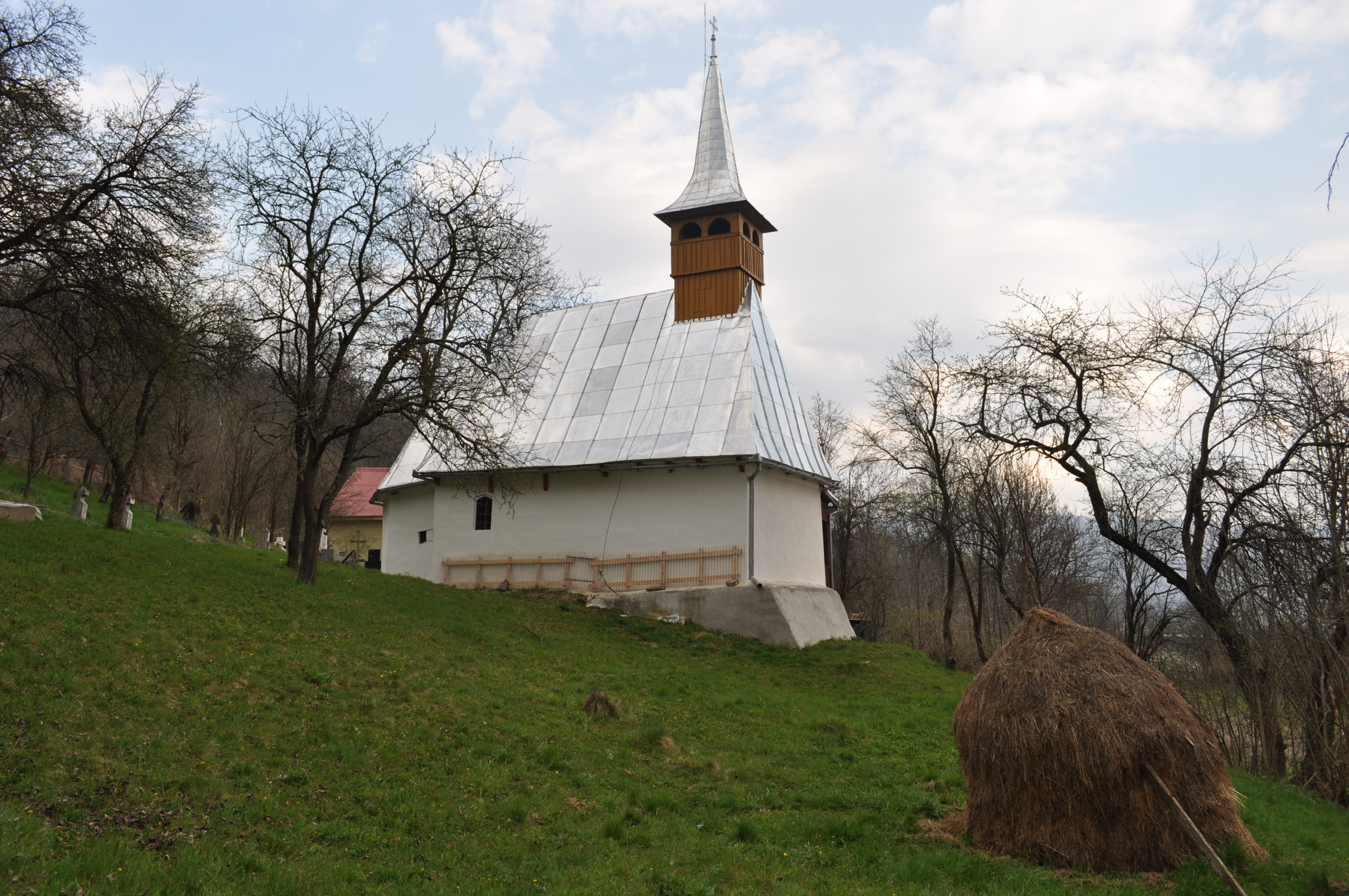
Biserica de lemn din Runc